# Samboja Lestari
Samboja Lestari („ewiges Samboja“) ist ein Aufforstungsprojekt der Borneo Orangutan Survival Foundation (BOS) in der Nähe von Balikpapan in Ostkalimantan. Dort konnte seit 2001 ein Gebiet von ca. 1.800 Hektar erworben werden, auf welchem sich in der Vergangenheit tropischer Regenwald befunden hatte. Nach dessen Rodung bestand das Gebiet hauptsächlich aus Grasland. BOS hat dieses Gebiet zwischen 2001 und 2011 mit verschiedenen Baumarten weitgehend aufgeforstet.

## Ökologische Regeneration und Rückkehr der Artenvielfalt
Durch den neuen Baumbestand haben sich das Mikroklima, die Bodenstruktur und der Wasserhaushalt deutlich verbessert. Die neu entstandene Vegetationsschicht kann Wasser besser speichern und zur Trockenzeit bereitstellen. In der Regenzeit dagegen wird die Überschwemmungsgefahr vermindert. Die Artenvielfalt ist insgesamt wieder angestiegen. Unter anderem wurden Baumarten gepflanzt, die in der Region mitunter schon ausgestorben waren. Zahlreiche Tierarten siedelten sich neu an. Durch die Aufforstung konnte innerhalb von zehn Jahren ein Zustand hergestellt werden, der sich durch natürliche Sukzession erst über mehrere Jahrzehnte entwickelt hätte. Auf 18 Hektar wird zudem ein Arboretum mit über 750 Baumarten unterhalten.
Die Baumpflanzarbeiten in Samboja Lestari sind seit Ende 2011 im Wesentlichen abgeschlossen. Knapp 1.200 Hektar wurden mit über einer halben Million Bäumen aus über 400 Arten bepflanzt, 413 weitere Hektar werden der natürlichen Entwicklung überlassen. Inzwischen haben sich in Samboja Lestari rund 70 Vogelarten (z. B. der seltene Nashornvogel), Stachelschweine, Zwerghirsche und viele andere Tierarten wieder angesiedelt. Auch die im Bestand bedrohten Nasenaffen sind dort wieder heimisch. Für Orang-Utans, Malaienbären und andere große Säuger ist das Gebiet mit seinen ca. 1800 Hektar jedoch zu klein, um lebensfähige Populationen tragen zu können, zumal es isoliert von größeren Waldgebieten liegt und von Bergbau- und Landwirtschaftsflächen umgeben ist.
So erfolgreich und bedeutend die Aufforstungen in Samboja Lestari einerseits sind, können sie andererseits doch nicht Millionen Jahre alte, ursprüngliche Regenwälder ersetzen. Daher ist es der BOS Foundation wichtig, größere intakte Regenwaldgebiete zu sichern, in denen auch fortpflanzungsfähige Populationen von Orang-Utans und anderen größeren Arten überleben können.

## Finanzierung
Zur Finanzierung hat BOS unter anderem ein System zum symbolischen Landkauf entwickelt (tatsächlicher Kauf größerer Landflächen ist nach indonesischem Recht nicht möglich, allerdings werden Nutzungskonzessionen verschiedener Art vom Staat vergeben). Auf einer vom Verein BOS Deutschland eigens eingerichteten Website konnte man symbolisch Quadratmeter im Gebiet von Samboja Lestari „kaufen“ und so Aufforstung, eine Baumschule, Gehälter für indonesische Mitarbeiter, den dringend nötigen Feuerschutz und vieles mehr finanzieren.

## Feuerschutz
Eine Hauptaufgabe der Mitarbeiter vor Ort liegt im Feuerschutz, da das Gebiet immer wieder Bränden ausgesetzt ist. Zu diesem Zweck wurde auf dem Gelände unter anderem ein Feuerturm errichtet. Außerdem wird ein zentrales Wassersammelbecken errichtet, aus dem über Schläuche schnell Löschwasser zum Brandort geleitet werden kann. Zur Feuerbekämpfung stehen auch tragbare Löschbeutel mit Spritzen, Spaten und zwei vom Tierpark Hagenbeck gestiftete, gebrauchte  Löschfahrzeuge (Unimogs) zur Verfügung. Allerdings werden weiterhin Löschvorrichtungen, Feuerschutzkleidung und Atemschutzmasken benötigt. Auch werden mehr und vor allem kleine und schnelle Löschfahrzeuge gebraucht. BOS stellt nicht nur eine Feuerwehr für Samboja Lestari, sondern bekämpft auch die Feuer in dem unter vorläufiger BOS-Verwaltung gestellten Mawas-Gebiet, in dem noch ca. 3000 Orang-Utans leben.

## Samboja Lestari und die lokale Bevölkerung
Die Bevölkerung rund um das Gebiet ist nach Möglichkeit in das Projekt eingebunden. So wird rund um das zukünftige Regenwaldgebiet ein Gürtel aus Zuckerpalmen gepflanzt. Dieser soll zum einen als Schutzbarriere vor Feuer dienen und zum anderen als Einkommensquelle für über 650 Familien. Außerdem konnten einheimische Bauern in der Anpflanzungsphase Früchte zwischen den wachsenden Bäumen anbauen. So wurden zum einen die jungen Bäume vor Überwucherung durch das schnell wachsende Alang-Alang-Gras und der Boden vor Abtragung durch Wind und Regen geschützt. Die BOS Foundation selbst ist ein Abnehmer der in Samboja Lestari geernteten Früchte. Allein für die dortige Orang-Utan-Rehabilitationsstation werden pro Tag ca. 1000 kg Früchte als Futter benötigt. Samboja Lestari erfährt die Unterstützung der dort ansässigen Menschen vor allem durch Arbeitsplätze, das Feuerschutzprogramm und die Sicherung von Trinkwasserressourcen.

## Überwachung
Das Aufforstungsgebiet wird auf verschiedene Art und Weise vor illegalem Holzeinschlag und Brandrodung geschützt. Zum einen wird zwischen dem Zuckerpalmring und dem eigentlichen Regenwaldgebiet ein Gürtel aus stacheligen Salakpalmen gepflanzt. Dieser erschwert es möglichen Holzdieben, überhaupt erst in das Gebiet vorzudringen. Außerdem wird Samboja Lestari regelmäßig aus der Luft mit Ultraleichtflugzeugen und von Satelliten überwacht. So ist möglicher Holzeinschlag schnell zu erkennen. Durch die Luft- und Satellitenbilder können sich darüber hinaus „Quadratmeterinhaber“ (siehe Finanzierung) einen Eindruck verschaffen, wie es mit der Aufforstung auf „ihren“ Quadratmetern vorangegangen ist.

## Aufzucht und Rehabilitation
Neben der Station Nyaru Menteng in Zentralkalimantan befindet sich auch auf dem Gelände von Samboja Lestari eine Rehabilitationsstation der BOS Foundation für Orang-Utans. Verwaiste oder aus illegaler Haltung konfiszierte junge Orang-Utans werden hier aufgezogen und auf ihre spätere Auswilderung vorbereitet. Neben anderen Einrichtungen wie einem „Baby-Haus“ und einer veterinärmedizinischen Klinik beherbergt Samboja Lestari eine „Waldschule“, ein 75 Hektar großes Waldareal, auf dem die jungen Orang-Utans grundlegende Fähigkeiten für ein Leben in Freiheit erlernen und trainieren können.
Auf sechs künstlich angelegten Inseln von insgesamt 7 Hektar leben zudem Orang-Utans, die aufgrund von Alter oder Krankheit nicht mehr ausgewildert werden können. Hinzu kommt ein Gehege für gut 50 Malaienbären, die ebenfalls in der Obhut von BOS leben. Auch diese Tiere stammen aus illegaler Privathaltung, sind aber aufgrund ihrer zu starken Gewöhnung an den Menschen nur in Ausnahmefällen noch auswilderungsfähig.